# Konoe
Cesarz Konoe (jap. 近衛天皇 Konoe-tennō; ur. 16 czerwca 1139, zm. 22 sierpnia 1155) – 76. cesarz Japonii, według tradycyjnego porządku dziedziczenia.
Przed wstąpieniem na tron nosił imię książę Narihito (jap. 体仁親王 Narihito-shinnō). Był dziewiątym synem cesarza Toba.
Konoe panował w latach 1142–1155.
Mauzoleum cesarza Konoe znajduje się w Kioto. Nazywa się Anrakuju-in no minami no misasagi.